# Antipathes fruticosa
Antipathes fruticosa är en korallart som beskrevs av Gray 1857. Antipathes fruticosa ingår i släktet Antipathes och familjen Antipathidae. Inga underarter finns listade i Catalogue of Life.